# Maneca mamertina
Maneca mamertina är en fjärilsart som beskrevs av M. Maneca mamertina ingår i släktet Maneca och familjen juvelvingar. Inga underarter finns listade i Catalogue of Life.